# Sybra parva
Sybra parva är en skalbaggsart som beskrevs av Stefan von Breuning 1939. Sybra parva ingår i släktet Sybra och familjen långhorningar. Inga underarter finns listade i Catalogue of Life.